# Bruno Retailleau
Bruno Daniel Marie Paul Retailleau (20 de noviembre de 1960) es un político francés que se ha desempeñado como Ministro del Interior desde el 21 de septiembre de 2024, inicialmente con el gobierno de Michel Barnier y en el siguiente de François Bayrou.

## Biografía
Nació en Cholet, Maine-et-Loire, hijo de padres comerciantes de cereales. El mayor de una familia de 4 hijos, creció en Saint-Malô-du-Bois, un pueblo del bocage de Vendée, a 7 kilómetros de donde surgiría el parque temático histórico de Puy du Fou, lanzado por Philippe de Villiers.
MSe graduó en Sciences Po en 1985, después de un máster en economía en la Universidad de Nantes.
En 1985, fue nombrado director general adjunto de una radio local, Alouette, y luego, de 1987 a 1994, director general de la escuela de comunicación Sciencescom, más tarde integrada en Audencia Business School. Cuando se creó la sociedad Grand Parc du Puy du Fou, que gestiona el parque temático asociado a la "Cinéscénie", se convirtió en su primer presidente del consejo de administración, como estrecho colaborador de De Villiers. 
Se convirtió en diputado de la Asamblea Nacional por el 4º distrito electoral de Vendée en 1994 tras la elección de De Villiers como miembro del Parlamento Europeo (MEP), un cargo para el que no se presentó en las elecciones de 1997, ya que De Villiers se postulaba para su antiguo escaño. 
En cambio, se unió al Senado en 2004, donde desde 2014 presidió el grupo Unión por un Movimiento Popular (rebautizado como grupo Los Republicanos en 2015), después de unirse a la Unión por un Movimiento Popular (UMP) del presidente Nicolas Sarkozy en 2012.